# Wiktor Osiecki (nauczyciel)
Wiktor Antoni Osiecki (ur. 22 marca 1879 w Ropiance, zm. 11 marca 1943 we Lwowie) – nauczyciel, działacz społeczny.

## Życiorys
Urodził się 22 marca 1879 w Ropiance. Ukończył studia i uzyskał stopień doktora filozofii. 16 listopada 1901 został wybrany prezesem wydziału Akademickiego Kółka Historycznego we Lwowie.
Zdał egzamin na nauczyciela historii i geografii w szkołach średnich. Podjął pracę nauczyciela od 31 sierpnia 1901. Egzamin zawodowy złożył 19 listopada 1902 i od tego czasu była liczona jego służba. 23 czerwca 1903 został mianowany nauczycielem rzeczywistym. W 1. i 2. dekadzie XX wieku by nauczycielem C. K. V Gimnazjum we Lwowie. Jednocześnie pracował też w Prywatnym Gimnazjum Zofii Strzałkowskiej we Lwowie, gdzie uczył geografii i historii. W 1918 z V Gimnazjum był przydzielony do C. K. Gimnazjum im. Franciszka Józefa we Lwowie. Uczył tam w roku szkolnym 1918/1919, po czym 17 stycznia 1920 został mianowany dyrektorem Państwowego Gimnazjum im. Tadeusza Kościuszki w Łomży. Na tym stanowisku pozostawał do 1925. Ze stanowiska dyrektora Gimnazjum w Łomży 22 sierpnia 1925 został mianowany na stanowisko kierownika XII Państwowego Gimnazjum we Lwowie, a z dniem 1 grudnia 1925 na stanowisko dyrektora tej szkoły (od 1926 imieniem Stanisława Szczepanowskiego). W szkole uczył historii. Ze stanowiska dyrektora XII Gimnazjum w drodze konkursu z dniem 1 lipca 1930 został przeniesiony na stanowisko dyrektora VIII Państwowego Gimnazjum im. Tadeusza Kościuszki we Lwowie. Z tego stanowiska z dniem 30 września 1932 został przeniesiony w stan spoczynku.
Udzielał się aktywnie w życiu społecznym. Był działaczem Towarzystwa Szkoły Ludowej, pełnił funkcję przewodniczącego Koła i Związku TSL w Stryju, przewodniczącego Koła TSL im. Borelowskiego we Lwowie, dyrektora Bursy Grunwaldzkiej TSL we Lwowie. Był także dyrektorem Koła Towarzystwa Nauczycieli Szkół Wyższych we Lwowie. W Łomży był przewodniczącym Polsko-Amerykańskiego Komitetu Pomocy Dzieciom oraz przewodniczącym Rady Szkolnej Powiatowej. Podczas wojny-polsko bolszewickiej w lipcu 1920 został członkiem Komitetu Obrony Państwa w Łomży.
Zmarł 11 marca 1943 we Lwowie. Był wujem dr Stanisławy Osieckiej, nauczycielki i dyrektorki Liceum im. Tadeusza Kościuszki w Łomży.

## Odznaczenia
- Odznaka Honorowa „Orlęta”[3]
- Odznaka Ofiarnych O.K.O.P.[3]
- Krzyż Jubileuszowy dla Cywilnych Funkcjonariuszów Państwowych (Austro-Węgry)[7]